# Aeroportul Connemara
Aeroportul Connemara (IATA: NNR, ICAO: EICA) este un aeroport din Indreabhán⁠(d), Galway, Connacht⁠(d), Irlanda ce deservește zona Connemara. Aeroportul a fost tranzitat în 2020 de 8.890 de pasageri.
Situat la o altitudine de 21 m, aeroportul dispune de o singură pistă.